# Òliba comuna

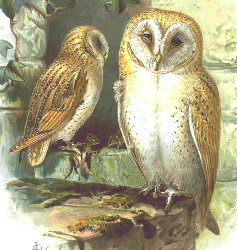
Dibuix del a Naturgeschichte der Vögel Mitteleuropas

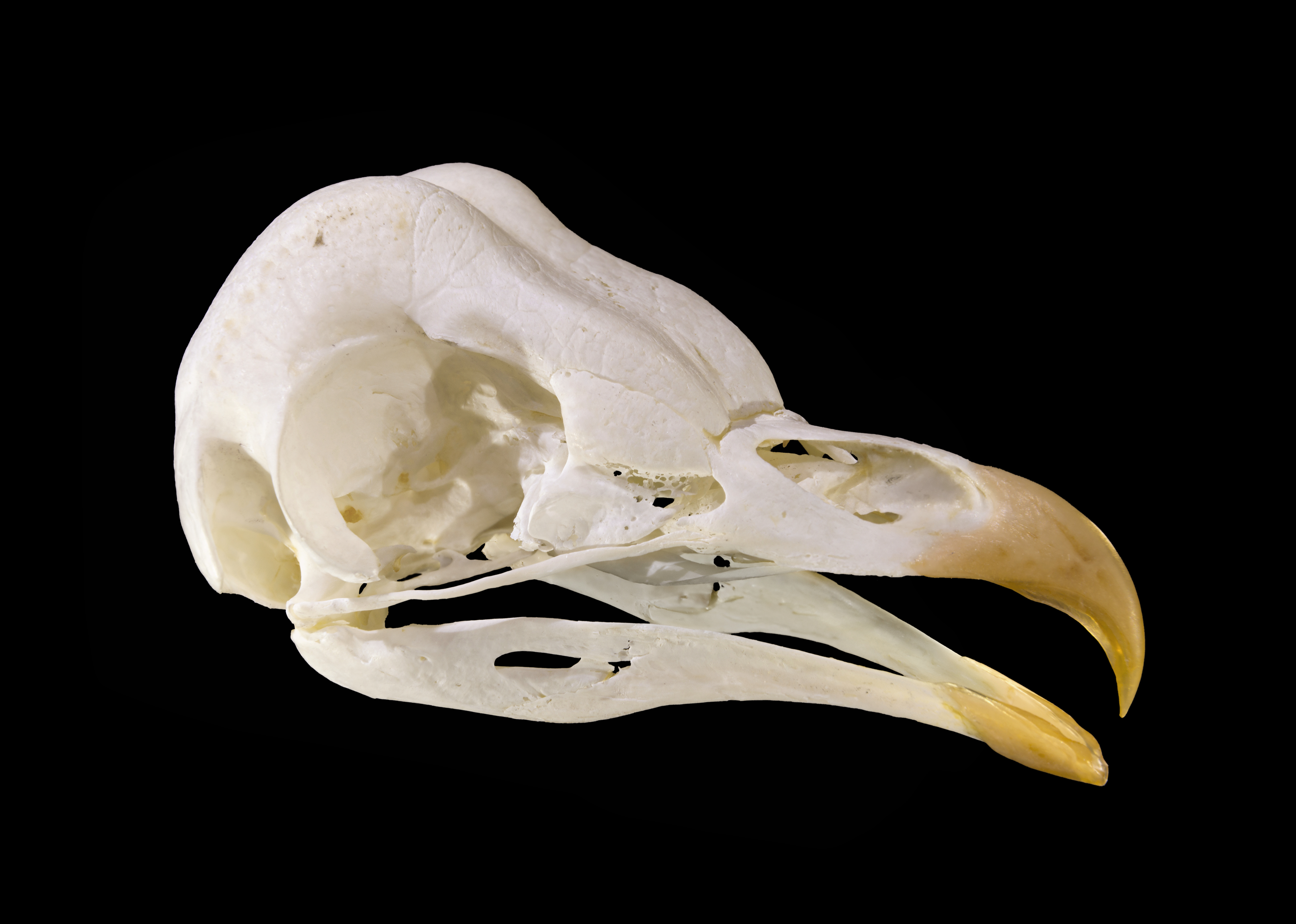
Crani

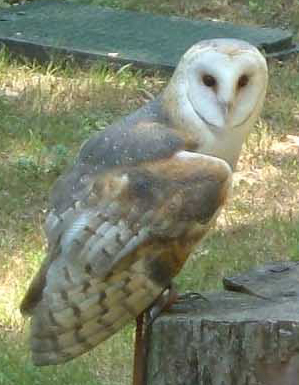
Fotografia de cos sencer

L'òliba comuna o òliba (Tyto alba) és un ocell rapinyaire nocturn de l'ordre dels estrigiformes i de la família dels titònids. El seu estat de conservació, a escala mundial, es considera de risc mínim.

## Noms i etimologia
El mot òliba prové del germànic *ŭwwĭlô, amb el mateix significat. El mot germànic donà lloc a òbila, una forma encara present al País Valencià i a Eivissa, que per metàtesi acabaria esdevenint l'actual òliba a la majoria de territoris. El canvi podria haver-se vist influït pel mot oli, a causa de la creença popular que les òlibes xuclaven l'oli de les llànties de les esglésies.
Com que és un ocell força comú arreu dels territoris de parla catalana, l'òliba rep diverses formes dialectals. A l'Empordà i Eivissa sovint s'utilitza l'augmentatiu olibassa, mentre que al municipi d'Aspa rep el nom d'òlbia. Les formes xut i xuta (al Ponent del Principat), xup (Conca de Barberà i Camp de Tarragona), xupa (Igualada i el Penedès), xura (el Vallespir i la Garrotxa) i d'altres semblants provenen de xut, l'onomatopeia del cant de l'òliba. El mot babeca conté l'arrel bab-, amb què s'expressa por o un balbuceig infantil també en referència al seu cant sinuós. Xibeca prové de l'occità caveca, possiblement provinent de l'indoeuropeu kau-ekka del mateix significat; amb el temps adoptà el prefix xi- (antigament si-) per influència del cant de l'au i de la forma alternativa xuta. Les formes dialectals meuca, emprada a gran part de la província de Lleida, i moixa, pròpia de Xàtiva («muixa» a Sollana), es deuen també a l'onomatopeia de l'ocell, semblant al mèu d'un gat o moix. La forma dialectal mifa, present a Benissanet, Tortosa i Alacant, té possiblement un origen similar.
A Mallorca i a Menorca l'òliba sol prendre denominacions no sufixades derivades de UWILA i a Formentera rep, quasi sense excepcions, el nom de olivassa. Per contra, a Eivissa la cosa és complicadíssima, per dos motius: perquè la por ancestral envers els estrígids ha fet que la gent no els conegui gaire de visu, sinó tan sols un poc pel cant i perquè aquesta illa és poblada per un altre ocell nocturn poc freqüent a les altres, l'Athene noctua, que complica enormement les coses i provoca unes envitricolladíssimes interferències. Sembla clar que la situació antiga a la major de les Pitiüses era la següent, encara mantenguda per informants bons: olivassa no designava T. alba,, sinó A. noctua i els derivats de UWILA sense sufixar (òvila, òbila, etc.) o adjectivats (olivassa blanca) s’apliquen a T. alba.
Antigament acusat de xuclar l'oli de les llànties, al municipi de Tamarit de Llitera rep el nom de llantier. Per aquesta raó se'l considerava un ocell temible i de mal averany, per la qual cosa també se l'anomena bruixa a l'Empordà.

## Morfologia
- Fa vora 90 cm, d'ala a ala.
- Mesuren 34 cm.

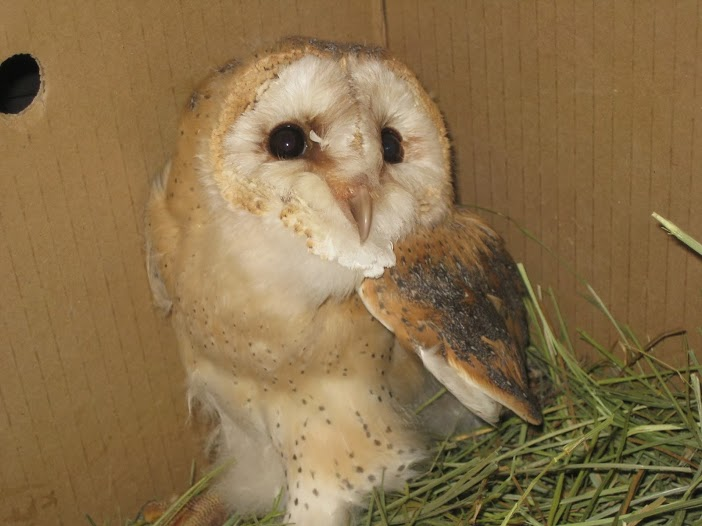
Imatge d'una òliba petita

- Color daurat a les parts superiors i color blanc a les parts inferiors, a les llargues potes i a la cara.
- Ulls negres.

## Taxonomia
Segons la llista mundial d'ocells del Congrés Ornitològic Internacional (versió 12.2, juliol 2022) aquest tàxon tindria la categoria d'espècie i estaria formada per 10 subespècies. Tanmateix, altres obres taxonòmiques, com el Handook of the Birds of the World i la quarta versió de la BirdLife International Checklist of the birds of the world (Desembre 2019), consideren que Tyto furcata, a les Amèriques, Tyto javanica, a l'Índia, el Sud-est Asiàtic i Australàsia, i Tyto deroepstorffi, a les illes Andaman, són, conespecífiques a l'òliba comuna, present a Europa, Àfrica i Orient Pròxim. Segons aquest altre criteri, aleshores Tyto alba (lato sensu) seria una espècie d'abast mundial amb 30 subespècies.

## Subespècies
Subespècies classificades pel Congrés Ornitològic Internacional (versió 12.2, 2022) a l'espècie Tyto alba (stricto sensu).
- Tyto alba alba (Scopoli, 1769).[27]
- Tyto alba guttata (C. L. Brehm, 1831).[28]
- Tyto alba ernesti (O. Kleinschmidt, 1901).[29]
- Tyto alba erlangeri (W. L. Sclater, 1921).[30]
- Tyto alba schmitzi (Hartert, 1900).[31]
- Tyto alba gracilirostris (Hartert, 1905).[32]
- Tyto alba detorta (Hartert, 1913).[33]
- Tyto alba poensis (Fraser, 1843)[34] (fusionada amb Tyto alba affinis (Blyth, 1862)).[35]
- Tyto alba thomensis (Hartlaub, 1852).[36]
- Tyto alba hypermetra (Grote, 1928).[37]

Subespècies classificades pel Congrés Ornitològic Internacional (versió 12.2, 2022) a l'espècie Tyto furcata.
- Tyto alba pratincola (Bonaparte, 1838)[38] (inclou T. a. lucayana (Riley, 1913)).[39]
- Tyto alba guatemalae (Ridgway, 1874).[40] (inclou T. a. subandeana (L. Kelso, 1938)).[41]
- Tyto alba bondi (Parkes & A. R. Phillips, 1978).[42]
- Tyto alba niveicauda (Parkes & A. R. Phillips, 1978).[43]
- Tyto alba furcata (Temminck, 1827).[44]
- Tyto alba nigrescens (Lawrence, 1878).[45]
- Tyto alba insularis (Pelzeln, 1872).[46]
- Tyto alba bargei (Hartert, 1892).[47]
- Tyto alba contempta (Hartert, 1898).[48]
- Tyto alba hellmayri (Griscom & Greenway, 1937).[49]
- Tyto alba tuidara (J. E. Gray, 1829).[50][51]
- Tyto alba punctatissima (G. R. Gray, 1839).[52]

Subespècies classificades pel Congrés Ornitològic Internacional (versió 12.2, 2022) a l'espècie Tyto javanica.
- Tyto alba stertens (Hartert, 1929).[53]
- Tyto alba javanica (Gmelin, 1788).[54]
- Tyto alba sumbaensis (Hartert, 1897).[55]
- Tyto alba meeki (Rothschild & Hartert, 1907).[56]
- Tyto alba delicatula (Gould, 1837).[57]
- Tyto alba crassirostris (Mayr, 1935).[58]
- Tyto alba interposita (Mayr, 1935).[3]

Subespècie que a la classificació del Congrés Ornitològic Internacional (versió 2.11, 2011) rep categoria d'espècie de ple dret: Tyto deroepstorffi,
- Tyto alba deroepstorffi (Hume, 1875).[59] Habita les illes Andaman.

## Reproducció
A Catalunya n'hi ha a les zones mediterrànies: a les torres de les esglésies i edificis abandonats, tot i que també aprofita forats en arbres.
A mitjan primavera, la femella pon 4-6 ous sobre les seues egagròpiles i els cova durant 33 dies. Normalment de cada posta en sobreviuen una mitjana de tres cries. Un cop sortides de l'ou, romanen al niu unes dues setmanes. Mentre la femella cova els ous, el mascle s'encarrega de portar el menjar. Si una cria es mor, serveix d'aliment per als seus germans. Just acabats de néixer van recoberts de plomissol i són capaços d'engolir ratolins sencers.
Quan hi ha abundor de ratolins, la parella pot fer una segona posta a la tardor.

## Alimentació
S'alimenta principalment de ratolins, i, quan n'hi ha en abundància, n'emmagatzema en llocs de cria. En anys pobres en ratolins, en canvi, menja ocells petits, i de tant en tant, papallones nocturnes i rat-penats. Quan manca l'aliment, l'òliba caça també durant el dia.

## Depredadors
És depredat per Mustela, Serpentes, Aquila chrysaetos, Milvus milvus, Accipiter gentilis, Buteo buteo, Falco peregrinus, Falco biarmicus, Bubo bubo, Strix aluco i Bubo virginianus.

## Distribució geogràfica
Es troba a tots els continents, llevat de l'Antàrtida.

## Costums
És sedentària i a l'hivern n'arriben més provinents de l'Europa més freda.